# کارل آستین
کارل آستین (انگلیسی: Karl Austin؛ زادهٔ ۷ اوت ۱۹۶۱) بازیکن فوتبال اهل بریتانیا است.
از باشگاه‌هایی که در آن بازی کرده است می‌توان به باشگاه فوتبال پورت ویل و باشگاه فوتبال گرزلی اشاره کرد.